# 亚斯泰莱克
亚斯泰莱克，是匈牙利亚斯-瑙吉孔-索尔诺克州所辖的一个村，总面积41.15平方公里，总人口1638，人口密度39.8人/平方公里（2010年1月1日）。